# Décanteur de carburant
Pour les articles homonymes, voir Décanteur.
 (novembre 2016).
Si vous disposez d'ouvrages ou d'articles de référence ou si vous connaissez des sites web de qualité traitant du thème abordé ici, merci de compléter l'article en donnant les références utiles à sa vérifiabilité et en les liant à la section « Notes et références ».
Le décanteur de carburant est un élément du circuit d'alimentation en carburant du moteur permettant que celui-ci ne reçoivent ni sable ni eau qui pourrait le faire dysfonctionner, voire l'endomager.

## Description
Le décanteur est inséré entre le réservoir et le filtre à carburant principal. Son rôle est de débarrasser le carburant de la présence éventuelle de sable ou d'eau afin d’améliorer la qualité de la combustion.
Le décanteur doit être vérifié régulièrement pour purger l'eau qui a été captée et le filtre doit être remplacé selon les prescriptions du constructeur.

## Origine de l'eau
Le sable et l'eau contenu dans le circuit de carburant peut provenir du réservoir de carburant, de la citerne d'approvisionnement voire de la condensation de l'humidité de l'air. La condensation de l'humidité contenu dans le réservoir provient essentiellement lors d'une baisse rapide de la température de l'air.